# 243 Ида
243 Ида је астероид главног астероидног појаса са средњом удаљеношћу од Сунца која износи 2,865 астрономских јединица (АЈ).
Апсолутна магнитуда астероида је 9,94 а геометријски албедо 0,238.
243 Ида је први астероид за којег је доказано да има свој природни сателит, Дактил (Dactyl). То сврстава Иду у групу бинарних астероида. Ово откриће је услиједило након блиског сусрета сателита Галилеј (Galileo) са астероидом 1993.

## Галерија слика
- Прилаз астероиду, секвенца слика
- 243 Ида
- Детаљ површине